# Триетилортоформіат
Триметилортоформіат — органічна сполука з класу ортоестерів, похідна ортомурашиної кислоти HC(OH)3 (яка не існує у вільному вигляді) та етилового спирту. За звичайних умов — безбарвна рідина з різким запахом. Отримують за реакцією Вільямсона між хлороформом та етоксидом натрію:
Застосовується для отримання альдегідів з реактивів Гріньяра за реакцією Бодру-Чичибабина:
Також застосовується для перетворення карбонових кислот на естери. Окрім цього, триетилортоформіат застосовується як зневоднюючий агент при утворенні комплексів іонів металів з етанолом, наприклад:
{\displaystyle {\ce {[Ni(H2O)6](BF4)2 + 6 HC(OC2H5)3 -> [Ni(C2H5OH)6](BF4)2 + 6 HC(O)(OC2H5) + 6 HOC2H5}}}